# Relations entre les États-Unis et le Mexique

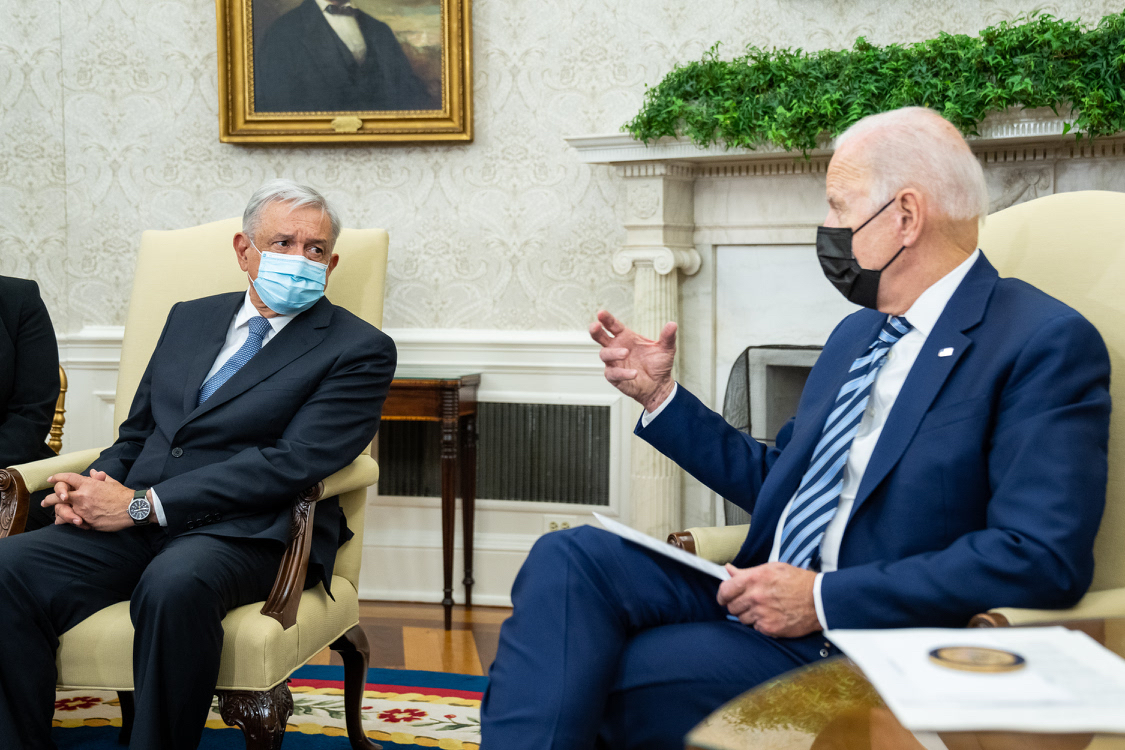
Le président américain Joe Biden et le président mexicain Andrés Manuel López Obrador en 2021.

Les relations entre les États-Unis et le Mexique sont des relations internationales s'exerçant entre deux pays d'Amérique du Nord, les États-Unis d'Amérique et les États-Unis mexicains. 
Les deux pays partagent une frontière commune et plusieurs accords ont été signés, bilatéralement (par exemple l'achat Gadsden) ou multilatéralement, tels que l'Accord de libre-échange nord-américain (ALÉNA). Les États-Unis et le Mexique sont par ailleurs membres de l'Organisation des Nations unies (ONU), de l'Organisation des États américains (OEA) et du Groupe des vingt (G20).

## Tableau comparatif
|                       | Mexique                                                                                     | États-Unis                                                                                                 |
| --------------------- | ------------------------------------------------------------------------------------------- | --- |
| Population            | 113 724 226                                                                                 | 315 744 000                                                                                                |
| Superficie            | 1 972 550 km2                                                                               | 9 826 630 km2                                                                                              |
| Densité de population | 55 hab./km2                                                                                 | 31 hab./km2                                                                                                |
| Capitale              | Mexico                                                                                      | Washington D.C.                                                                                            |
| Plus grande ville     | Mexico – 8 851 080 (20 137 152 aire métropolitaine)                                         | New York – 8 175 133 (18 897 109 aire métropolitaine)                                                      |
| Gouvernement          | République présidentielle constitutionnelle fédérale                                        | République présidentielle constitutionnelle fédérale                                                       |
| Langues officielles   | Aucune au niveau fédéral (espagnol de facto)                                                | Aucune au niveau fédéral (anglais de facto)                                                                |
| Religions principales | 80,0 % christianisme (catholicisme), 13,8 % autres, 6 % protestantisme, 3,1 % sans religion | 73 % christianisme, 20 % sans religion, 2 % judaïsme, 1 % islam, 1 % bouddhisme                            |
| Groupes ethniques     | 50 % Métis, 37 % Blancs, 12 % Amérindiens, 1 % autre                                        | 74 % Blancs, 14,8 % Hispaniques 13,4 % Afro-Américains, 6,5 % autres, 4,4 % Asio-Américains, 0,68 % natifs |
| PIB (nominal)         | $1,143 trillon ($10 235 par habitant)                                                       | $14,441 trillions ($47 440 par habitant)                                                                   |
| Dépenses militaires   | $6,07 milliards (2006)                                                                      | $663,7 milliards (2010)                                                                                    |

## Guerre américano-mexicaine
La guerre américano-mexicaine (1846-1848) a opposé les États-Unis au Mexique. Elle est déclenchée lorsque le Congrès américain vote l'annexion du Texas en 1845 et conduit à l'annexion par les États-Unis d'une grande partie du territoire mexicain.
Le secrétaire à la guerre de l'ancien président Jackson, Lewis Cass, indique que « nous ne voulons des Mexicains ni comme citoyens, ni comme sujets. Tout ce que nous voulons, c'est une portion de territoire. »

## Révolution mexicaine
Les relations entre les deux pays s'améliorent sous le régime de Porfirio Díaz. Celui-ci favorise l'investissement de capitaux étrangers, généralement américains. Ces investisseurs ont la prépondérance totale dans les infrastructures (chemins de fer, ports, télégraphes et téléphones), les mines, le pétrole, le textile, les plantations et l'industrie. Pour célébrer le centenaire du Grito de Dolores et l'anniversaire de Porfirio Díaz, les autorités organisent de grandes festivités : cent six dirigeants politiques, militaires ou intellectuels venus des États-Unis y assistent : le vice-président, le secrétaire d’État et le secrétaire au Trésor, quatorze députés, vingt sénateurs, quatorze hauts fonctionnaires du Département d’État, des gouverneurs, des présidents d'université, des généraux et amiraux. Pourtant, Porfirio Diaz est aussi à l'origine de la formule « Pauvre Mexique ! Si loin de Dieu, si près des États-Unis », devenu un dicton populaire.
La révolution change profondément leurs relations. Les États-Unis rejettent la légitimité du gouvernement de Victoriano Huerta et l’arrestation de marins américains dans le port de Tampico donne aux États-Unis l’occasion d’intervenir en 1914. Leurs troupes occupent Veracruz pendant sept mois, déstabilisant le régime de Huerta, qui finit par abandonner la présidence. Par la suite, des troupes sont envoyées pour capturer le chef révolutionnaire Pancho Villa, mais sans succès.
L'interventionnisme militaire est par la suite abandonné. En 1924, Robert Lansing, secrétaire d’État du président Woodrow Wilson, analyse: « Nous devons abandonner l’idée d’installer un citoyen américain à la présidence mexicaine, car cela nous conduirait immanquablement à une nouvelle guerre. La solution requiert davantage de temps. Nous devons ouvrir les portes de nos universités à de jeunes Mexicains ambitieux et leur enseigner notre mode de vie, nos valeurs ainsi que le respect de notre ascendance politique. (…) Au bout de quelques années, ces jeunes gens occuperont des postes importants, à commencer par la présidence. Sans que les États-Unis aient eu à dépenser un seul centime ou à tirer un seul coup de feu, ils feront alors ce que nous désirons, et ils le feront mieux et de façon plus enthousiaste que nous ne l’aurions fait nous-mêmes. »

## Histoire des relations contemporaines

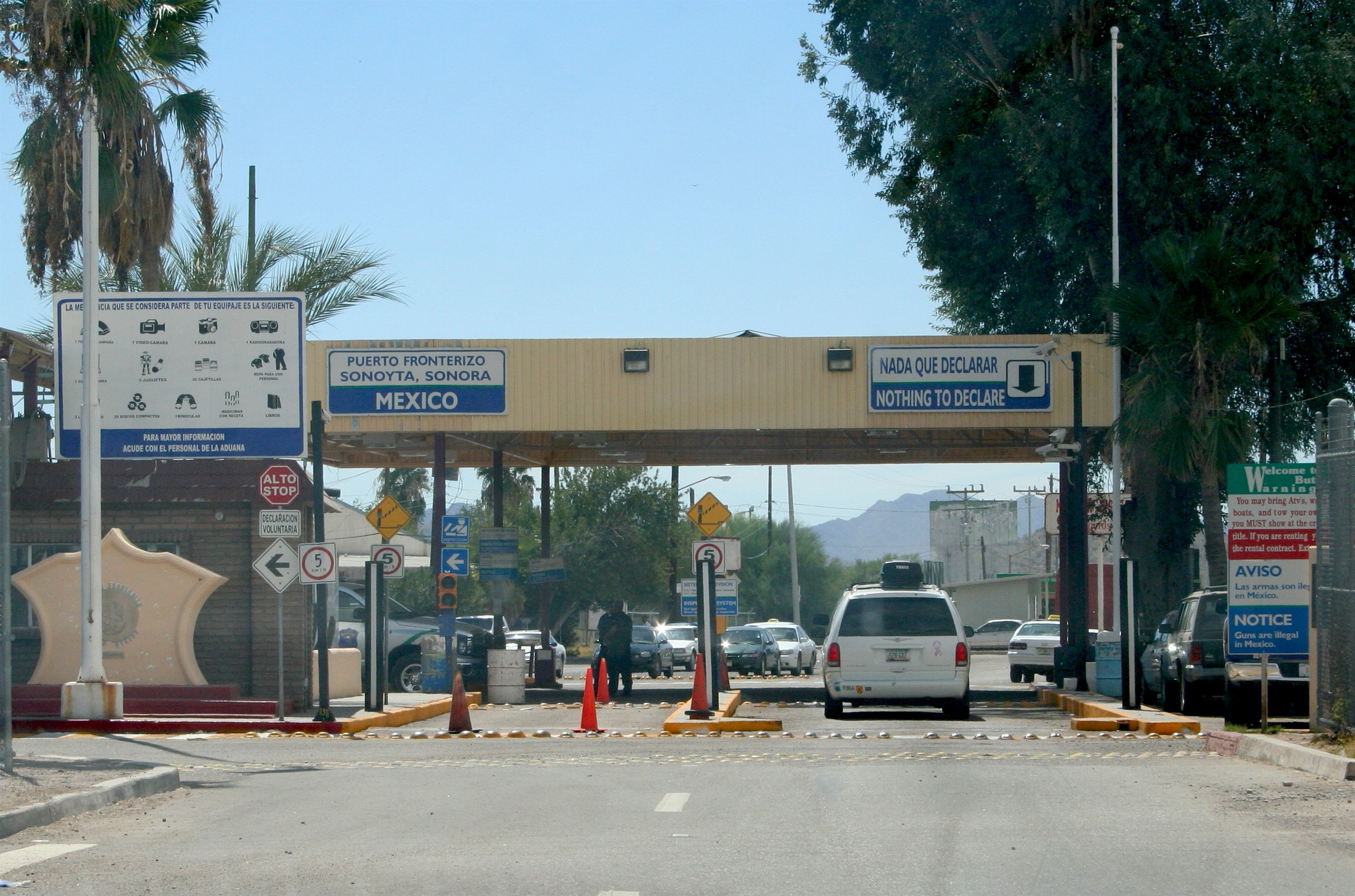
Poste-frontière entre les États-Unis et le Mexique en 2005.

Les États-Unis et le Mexique sont étroitement liés sur le plan démographique, plus d'un million de citoyens américains vivant au Mexique et de nombreux Mexicains émigrant aux États-Unis.
Après l'adoption de l'Accord de libre-échange nord-américain (Alena) en 1994, les investisseurs américains demandent au gouvernement mexicain d’éliminer la rébellion zapatiste. Dans un mémo célèbre, la Chase Manhattan Bank précise : « Bien que le Chiapas, à notre avis, ne constitue pas une menace fondamentale pour la stabilité politique mexicaine, il doit être perçu comme tel et le gouvernement devra éliminer les zapatistes pour prouver son contrôle effectif du territoire national et de la politique de sécurité. »
L'immigration clandestine et la lutte contre le narcotrafic sont en revanche sources de discordes mais aussi de coopération, faisant l'objet d'une surveillance importante depuis les années 1990 par la United States Border Patrol et constamment renforcée (voir barrière États-Unis-Mexique). En août 2010, la Garde nationale des États-Unis a déployé un contingent afin d'aider celle-ci. La misère au Mexique et la violence des cartels sont les deux facteurs d'immigration aux États-Unis.
Le président conservateur Felipe Calderón signe en 2007 un accord sécuritaire avec les États-Unis, l’Initiative de Mérida. L’accord s’est surtout montré bénéfique pour l’industrie de l’armement américaine. Il a également permis de justifier une intromission toujours plus accentuée des services de sécurité et de renseignement de Washington en territoire mexicain. L'accord est pour ces raisons critiqué par la gauche mexicaine.
Lors d'un voyage officiel à Mexico le 25 mars 2009, la secrétaire d'État Hillary Clinton a indiqué qu'« il est injuste de rendre fautif le Mexique pour la guerre » entre les cartels, elle a de même reconnu que les autorités américaines n'avaient pas su freiner la « demande insatiable » venue des États-Unis ce qui a stimulé le narcotrafic, au même titre que la contrebande d'armes.
Michael Hayden, directeur sortant de la CIA, a écrit une liste des préoccupations par ordre d'importance pour son agence en février 2009, il en ressort que la deuxième menace après Al-Qaïda et ses franchises sont bien les organisations criminelles mexicaines liées au trafic de drogue.
Le président Barack Obama a décidé de soutenir le président mexicain dans la guerre contre les cartels, notamment par l'envoi de 300 à 400 agents fédéraux supplémentaires à la frontière, ainsi que par la création d'un centre de renseignements régional dépendant du FBI en 2009.
Entre 2001 et 2017, les États-Unis ont dépensé plus de 100 milliards de dollars dans la militarisation de leur frontière avec le Mexique. Cette militarisation a créé un nouveau marché pour les cartels, parfois décrit aussi lucratif que le trafic de drogue. Tous les candidats à l'immigration doivent désormais payer les cartels, sous peine de s'exposer à un risque de mort. Certains migrants sont aussi contraints de transporter de la drogue comme droit de passage. De 2001 à 2017, le nombre de migrants morts en traversant le désert est estimé à plus de 6 000. Depuis la crise économique de 2008, le solde migratoire s'est inversé : les Mexicains sont désormais plus nombreux à revenir dans leur pays d'origine qu'à immigrer aux États-Unis.
En 2013, les révélations d'Edward Snowden font état d’une station clandestine à Mexico du Special Collection Service (SCS), un programme classifié dirigé par la CIA et la NSA. Les agents américains récoltent des informations d’ordre politique et économique, notamment en interceptant les communications de hauts fonctionnaires et parfois du président de la République lui-même.
Des négociations sur la question migratoire reprennent en 2019. Les États-Unis envisagent l’instauration de taxes douanières afin de contraindre le Mexique à endiguer le flux de migrants à leur frontière. Ils pourraient d'autre part placer le Mexique sous le statut de « pays tiers sûr », auquel cas les demandeurs d’asile seraient contraints de faire leur demande pour le statut de réfugié au Mexique plutôt qu’aux États-Unis.

## Relations économiques
Les deux pays ont des liens économiques étroits, les États-Unis étant le premier partenaire commercial du Mexique et le Mexique étant le troisième partenaire commercial des États-Unis en termes d'importations.
41 % des investissements directs à l'étranger au Mexique (8,9 milliards de dollars) proviennent des États-Unis en 2008.
Quelque 15 % des actifs mexicains travailleurs aux États-Unis. Ces derniers absorbent plus de 80 % des exportations mexicaines, ce qui place le pays latino-américain dans une situation de dépendance extrême qui le contraint bien souvent à accepter les exigences de Washington.
En juillet 2025, Donald Trump, annonce se donner, 90 jours de plus pour conclure une entente douanière avec le Mexique.